# 板宿駅
板宿駅（いたやどえき）は、兵庫県神戸市須磨区にある、山陽電気鉄道および神戸市営地下鉄の駅である。
なお本稿では1937年から1971年まで存在した神戸市電板宿線の板宿停留所についても触れる。

## 利用可能な鉄道路線
山陽の駅には全ての列車が停車する。
- 山陽電気鉄道
  - 本線：駅番号はSY02
- 神戸市営地下鉄
  - 西神・山手線：駅番号はS10

## 歴史

### 山陽電気鉄道
- 1910年（明治43年）3月15日：兵庫電気軌道が兵庫（のちの電鉄兵庫） - 須磨（現 山陽須磨）間を開業した際に設置する[3]。
- 1912年（大正元年）12月：駅を300 m東に移動する[3]。
- 1927年（昭和2年）4月1日：宇治川電気に合併し、同社の駅となる。
- 1933年（昭和8年）6月6日：宇治川電気の鉄道部門が分離され、山陽電気鉄道の駅となる。
- 1965年（昭和40年）：駅舎改築[3]。
- 1987年（昭和62年）12月14日：山陽特急の停車駅となる[4]。
- 1995年（平成7年）
  - 1月17日：阪神・淡路大震災に伴いプラットホームなど駅施設が被災し不通となる[3]。
  - 3月24日：当初の予定を前倒して地下駅化するとともに、東須磨駅方面への運転を再開する[3]。
  - 6月18日：西代駅方面への運転を再開する。

### 神戸市営地下鉄
- 1977年（昭和52年）3月13日：路線開業に伴い営業を開始する[5]。
- 1993年（平成5年）7月9日：快速運転の開始に伴い、通過列車が設定される。
- 1995年（平成7年）
  - 1月17日：阪神・淡路大震災で被災し不通となる。
  - 1月18日：西神中央 – 板宿間の営業を再開する[2]。営業は当駅までだったが、車両は営業休止中の新長田駅まで回送して折り返していた。また、快速運転は休止していた。
  - 2月16日：全線の運行を再開する[2]。
  - 7月21日：休止していた快速が廃止される。
- 2011年（平成23年）4月：この年度より2年間を期限として、駅名標下広告として「滝川中学校高等学校前」が掲出される[6]（以後、2017・2018年度まで更新[7]）。
- 2019年（平成31年）3月31日：駅名板下広告の契約期間が終了。

### 神戸市電（板宿停留所）
現在の地下鉄駅のほぼ直上に位置した。
- 1937年（昭和12年）4月1日：板宿線大橋町九丁目 - 板宿間開通に伴い営業を開始[1]。
- 1971年（昭和46年）3月14日：板宿線廃止に伴い、廃止[1][2]。このとき廃止となった板宿線を含む区間は、神戸市電最後の営業路線であった。

## 駅構造
双方の路線は地下で乗り換え可能だが、地下鉄のほうが地下に位置するので、連絡改札はなく一旦改札外に出る必要がある。

### 山陽電気鉄道
相対式ホーム2面2線の地下駅である。改札口は1箇所のみ東京スター銀行管理のATMがある。地下1階にコンコースと改札口、地下2階に相対式2面2線のプラットホームがある。
駅売店「フレンズショップ」は2016年1月に「LAWSON+friends山陽板宿ちか店」としてリニューアルされた。店舗の外観は山陽6000系をモチーフとしている。

#### のりば
| 1 | 本線 | 下り | 明石・姫路方面     |
| 2 | 本線 | 上り | 神戸三宮・梅田方面 |

※以前はのりば番号は設定されていなかったが、2012年5月の列車案内装置改修時に装置上にのりば番号が表示された。

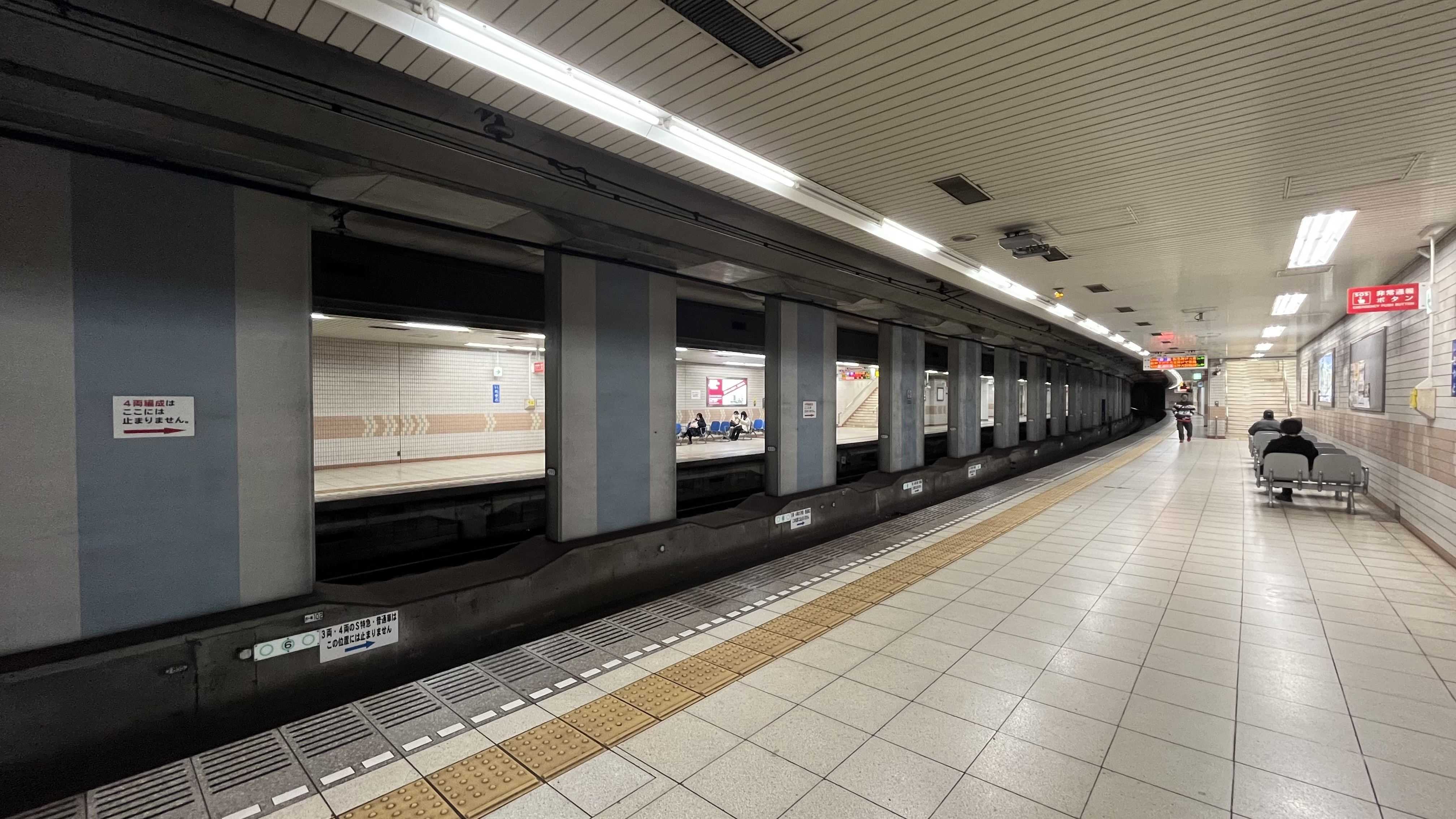
ホーム（山陽電鉄 のりば）
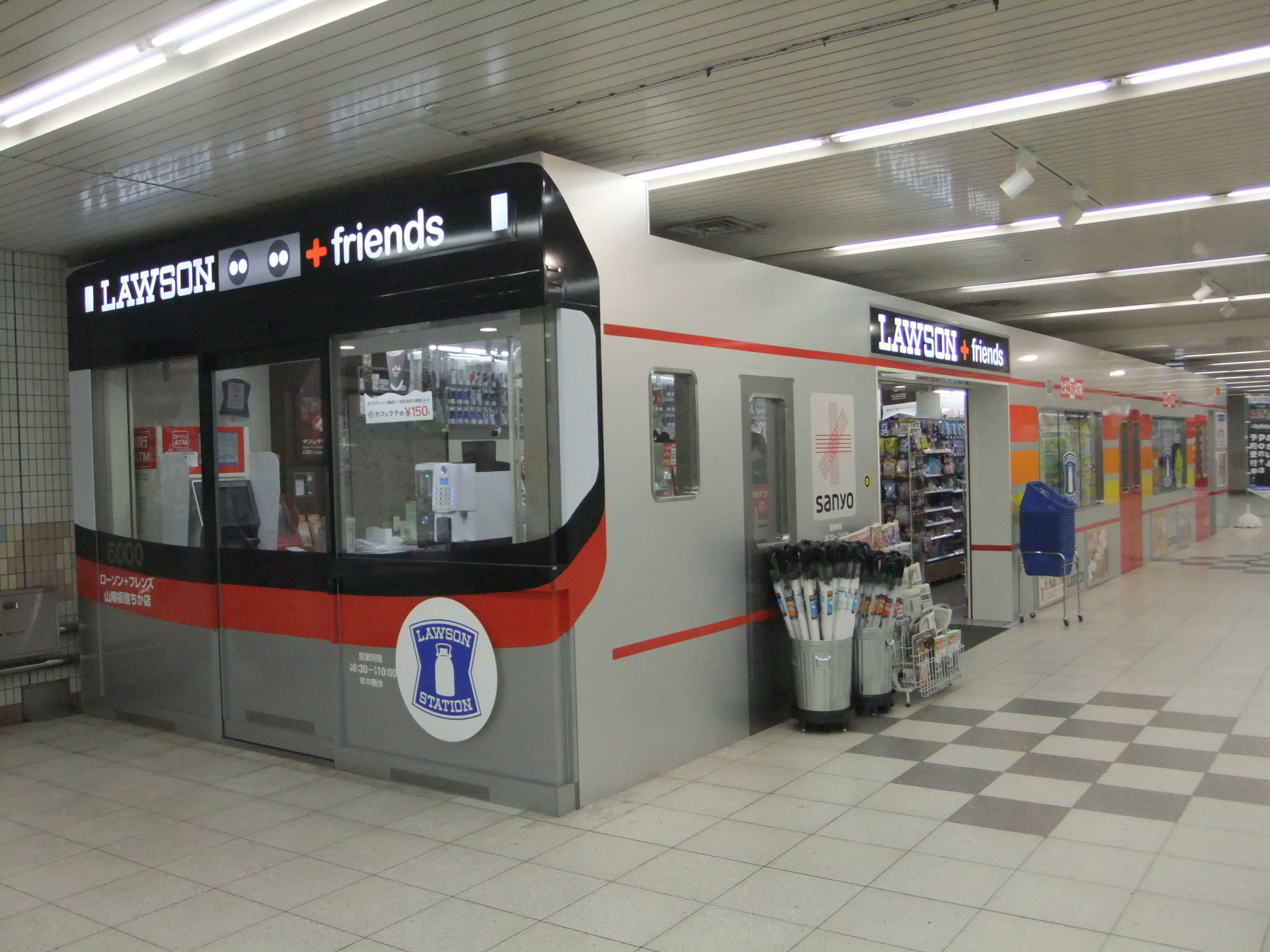
LAWSON+friends山陽板宿ちか店
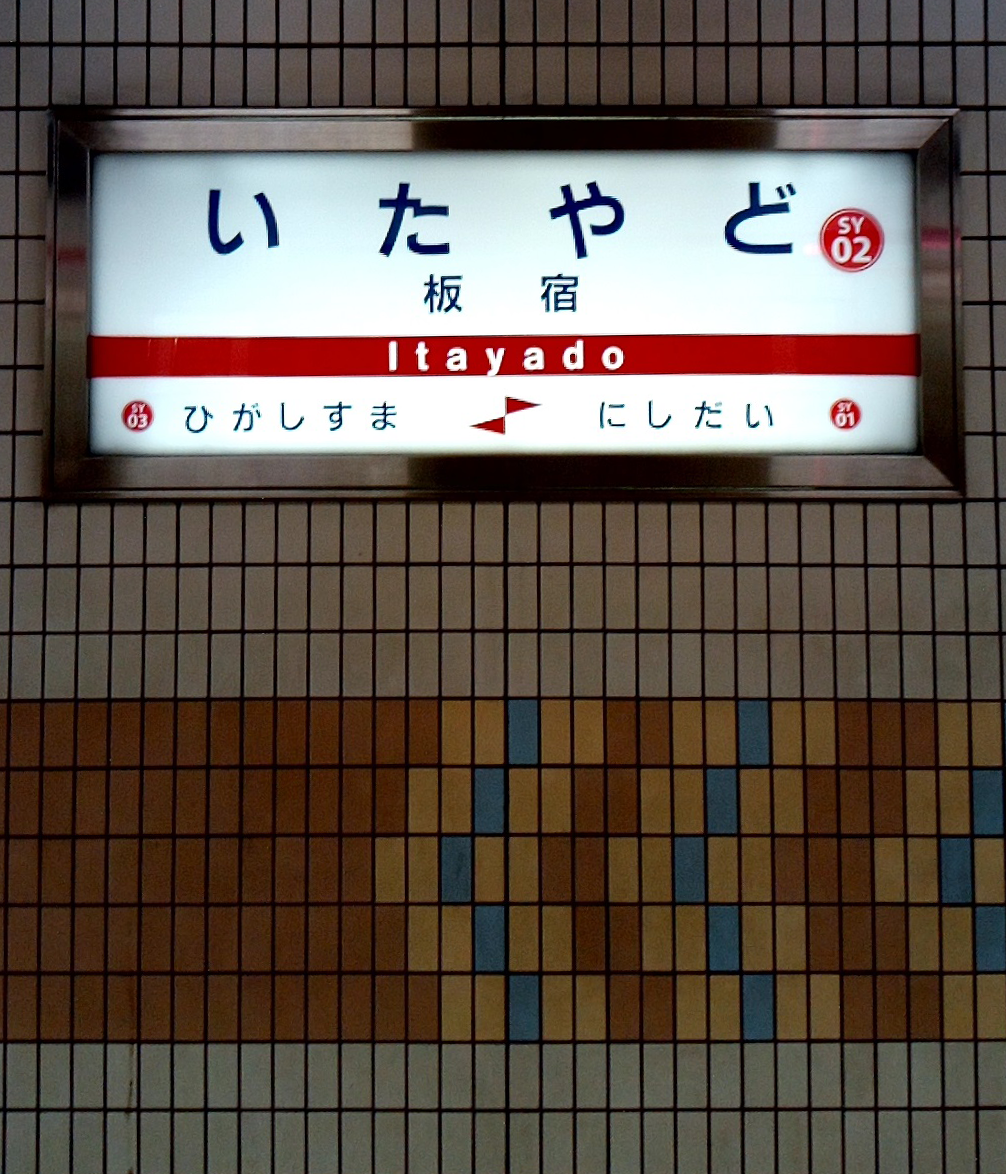
駅名標（2019年）

### 神戸市営地下鉄
地下1階にコンコースと改札があり、地下3階にプラットホームがある地下駅である（ホームの上にある地下2階は山陽のりば）。地下3階のプラットホームは島式1面2線である。駅イメージテーマは「板」。
西神・山手線開業当初から営業している駅であり、施設の老朽化が顕著なため市民投票によって決定されたデザインをもとに令和5年8月～令和8年3月ごろまでリニューアル工事が行われる予定である。

#### のりば
| 番線 | 路線         | 行先                          |
| ---- | ------------ | ----------------------------- |
| 1    | 西神・山手線 | ■三宮・新神戸・谷上方面       |
| 2    | 西神・山手線 | □名谷・学園都市・西神中央方面 |

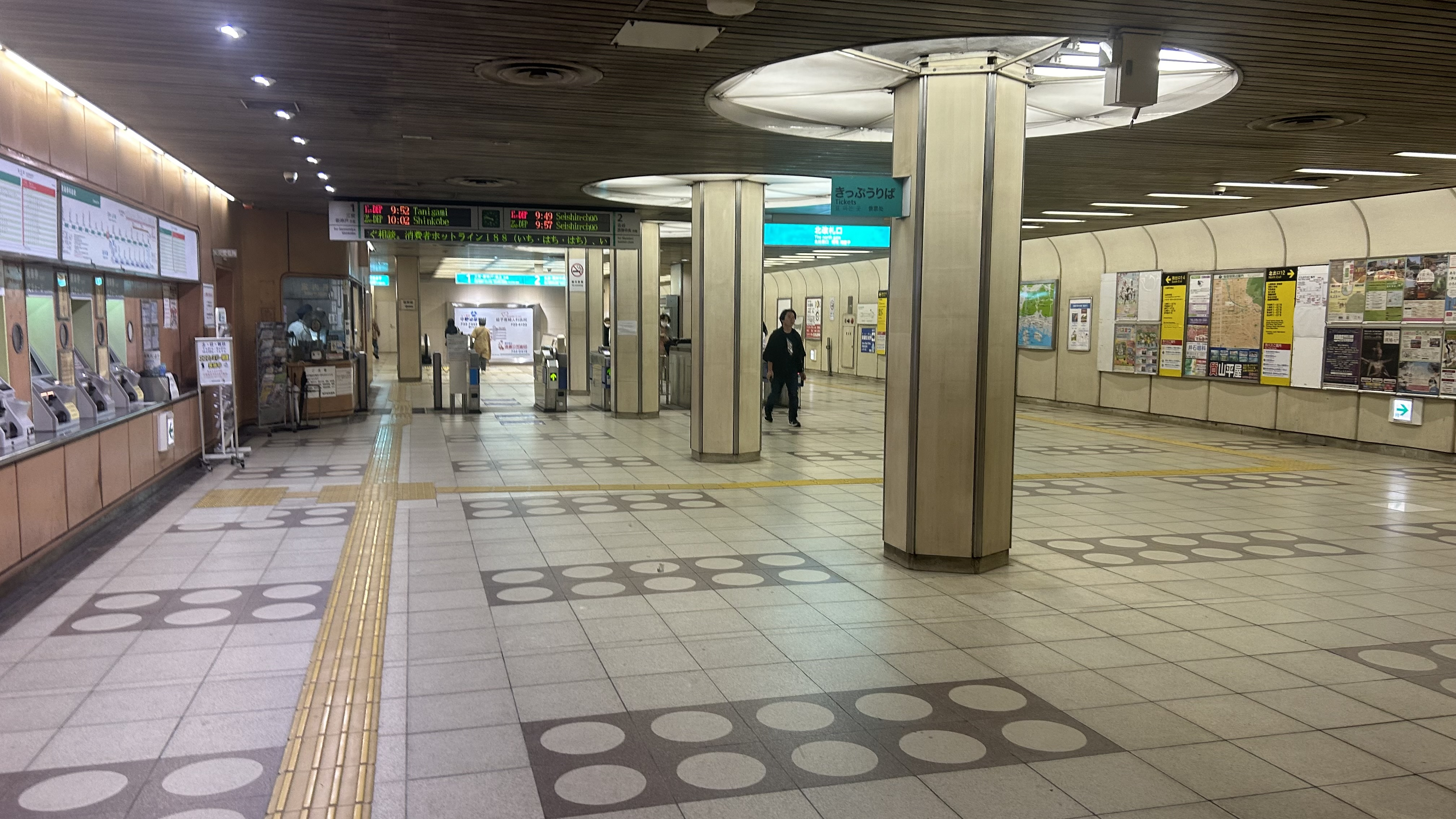
北改札口
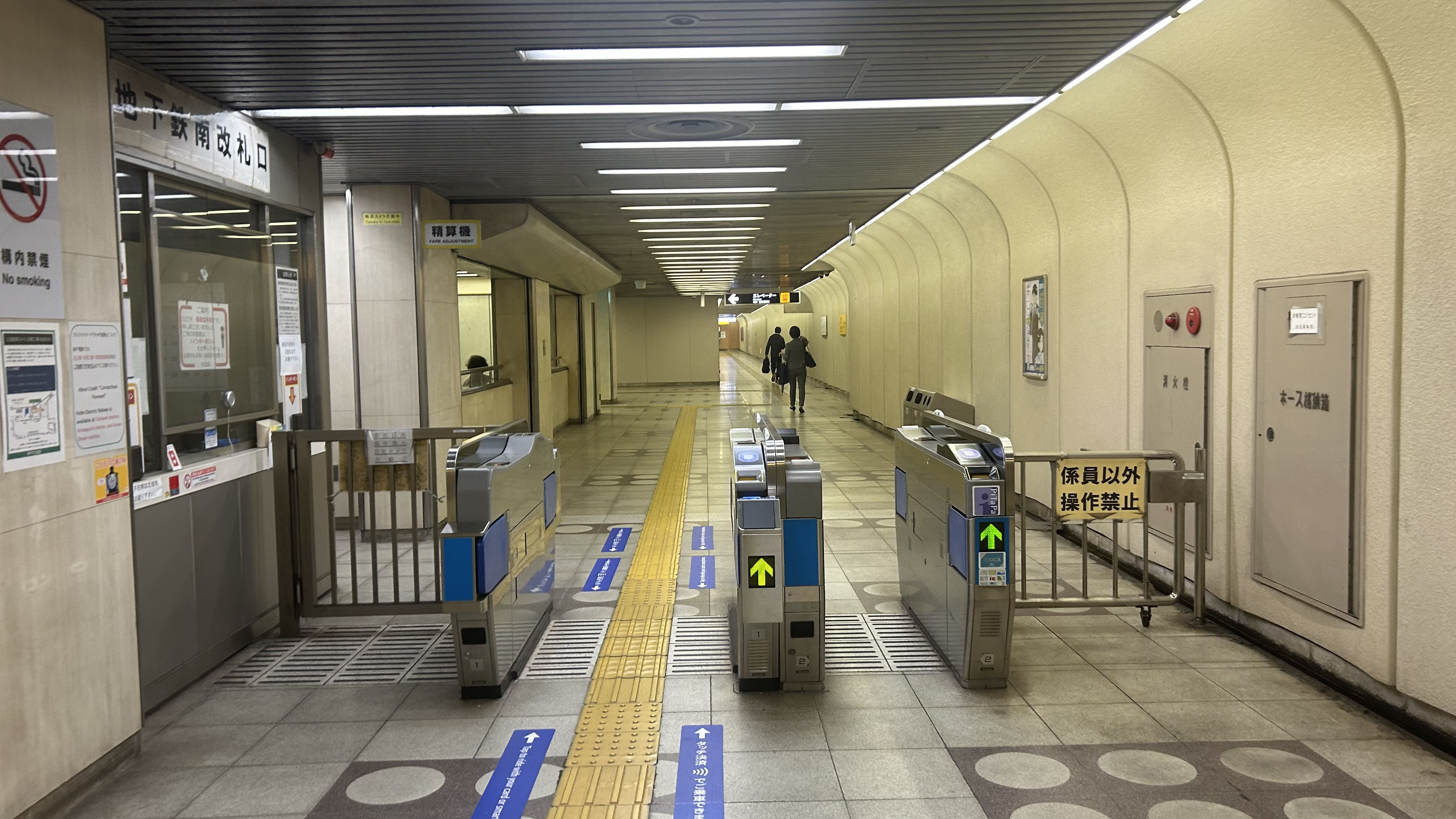
南改札口
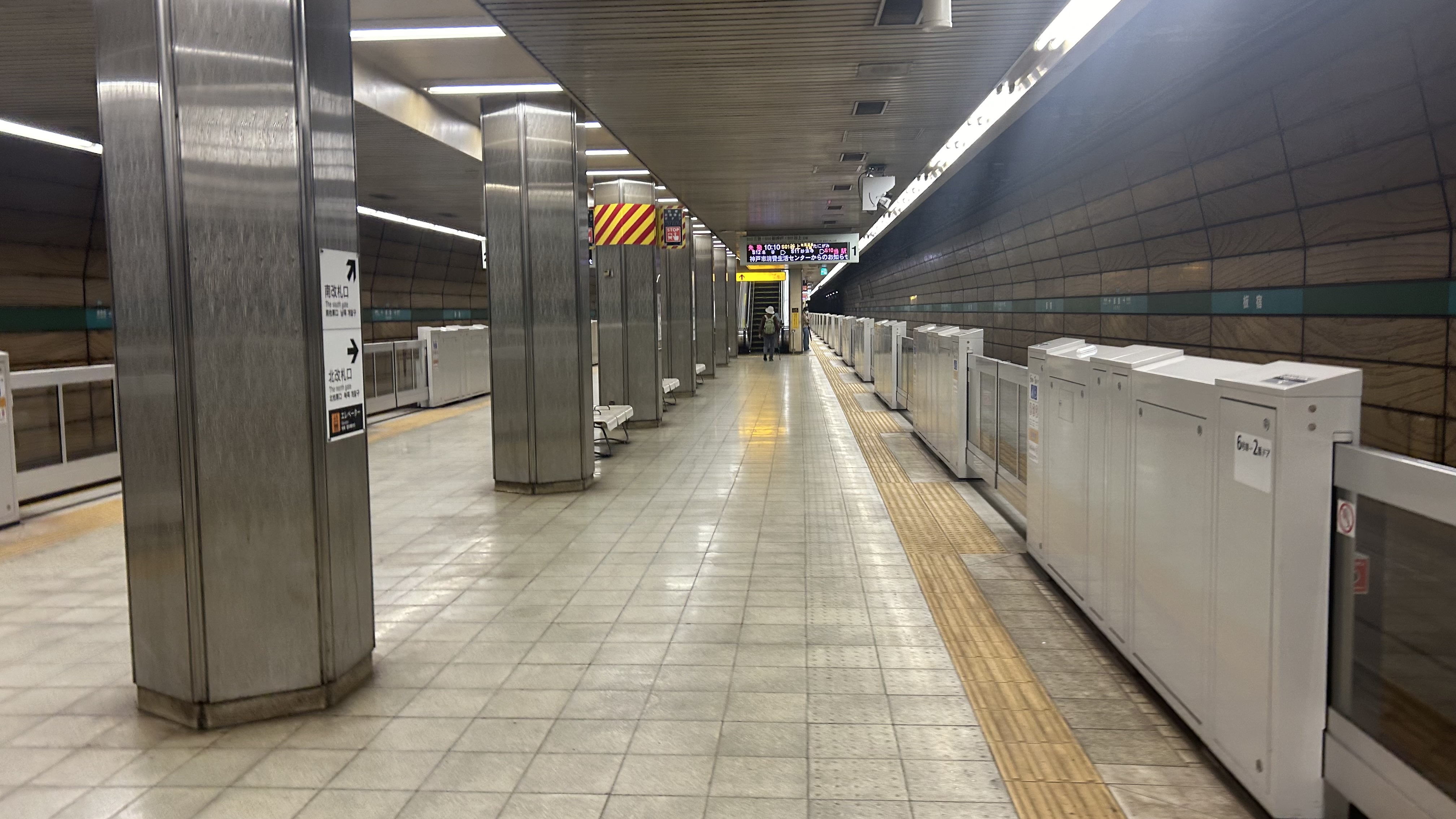
ホーム（神戸市営地下鉄 のりば）

#### 出口
| 出口名称 | 位置                                       | 接続改札 | 備考             |
| -------- | ------------------------------------------ | -------- | ---------------- |
| 北出口1  | 北緯34度39分37.133秒 東経135度08分03.663秒 | 北改札口 | エレベーターあり |
| 北出口2  | 北緯34度39分36.416秒 東経135度08分03.440秒 | 北改札口 |                  |
| 南出口1  | 北緯34度39分33.652秒 東経135度08分06.824秒 | 南改札口 |                  |
| 南出口2  | 北緯34度39分33.357秒 東経135度08分07.051秒 | 南改札口 |                  |
| 南出口3  | 北緯34度39分33.249秒 東経135度08分06.309秒 | 南改札口 |                  |
| 南出口4  | 北緯34度39分33.022秒 東経135度08分06.475秒 | 南改札口 |                  |

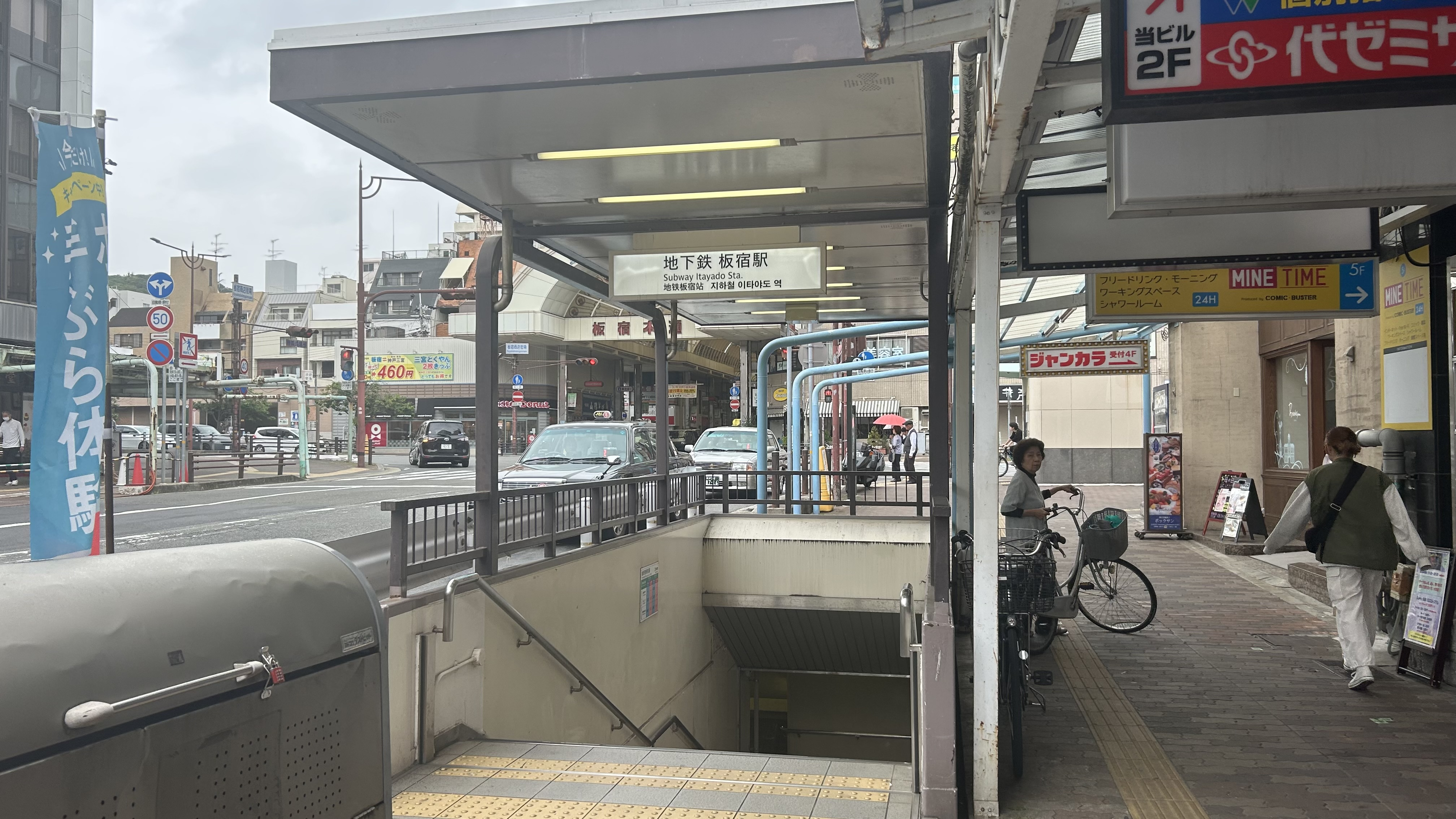
北出口1
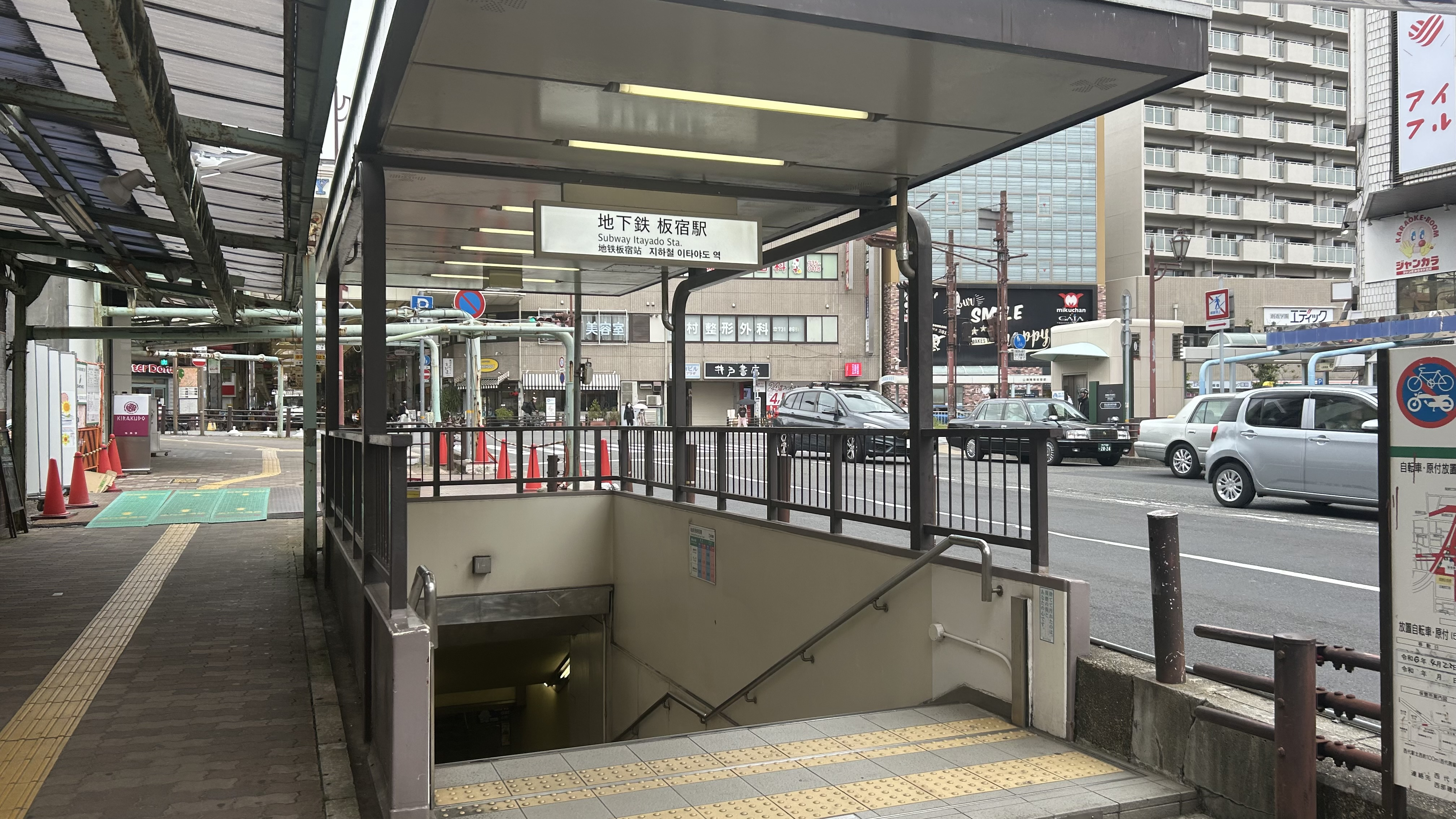
北出口2
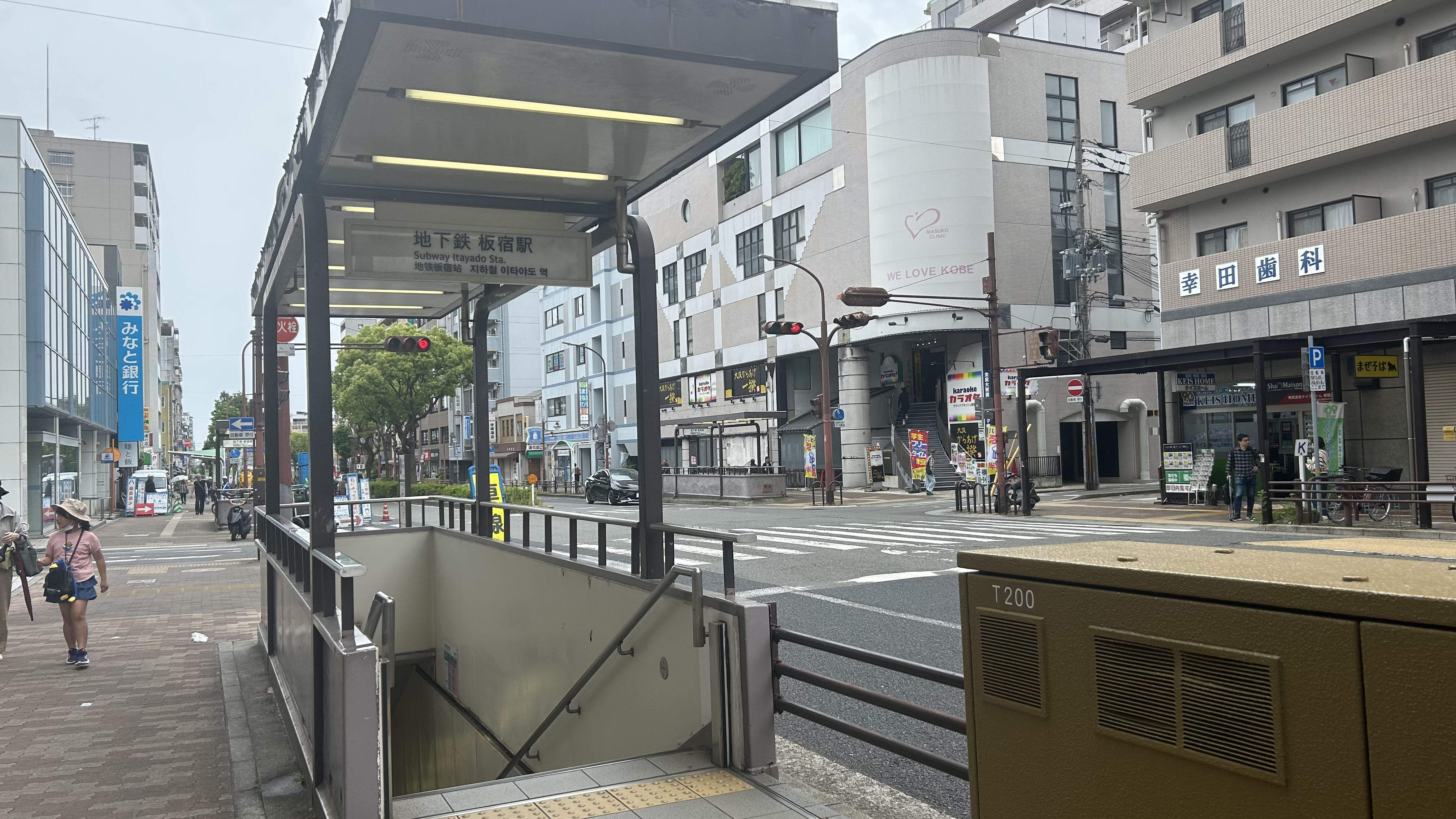
南出口1
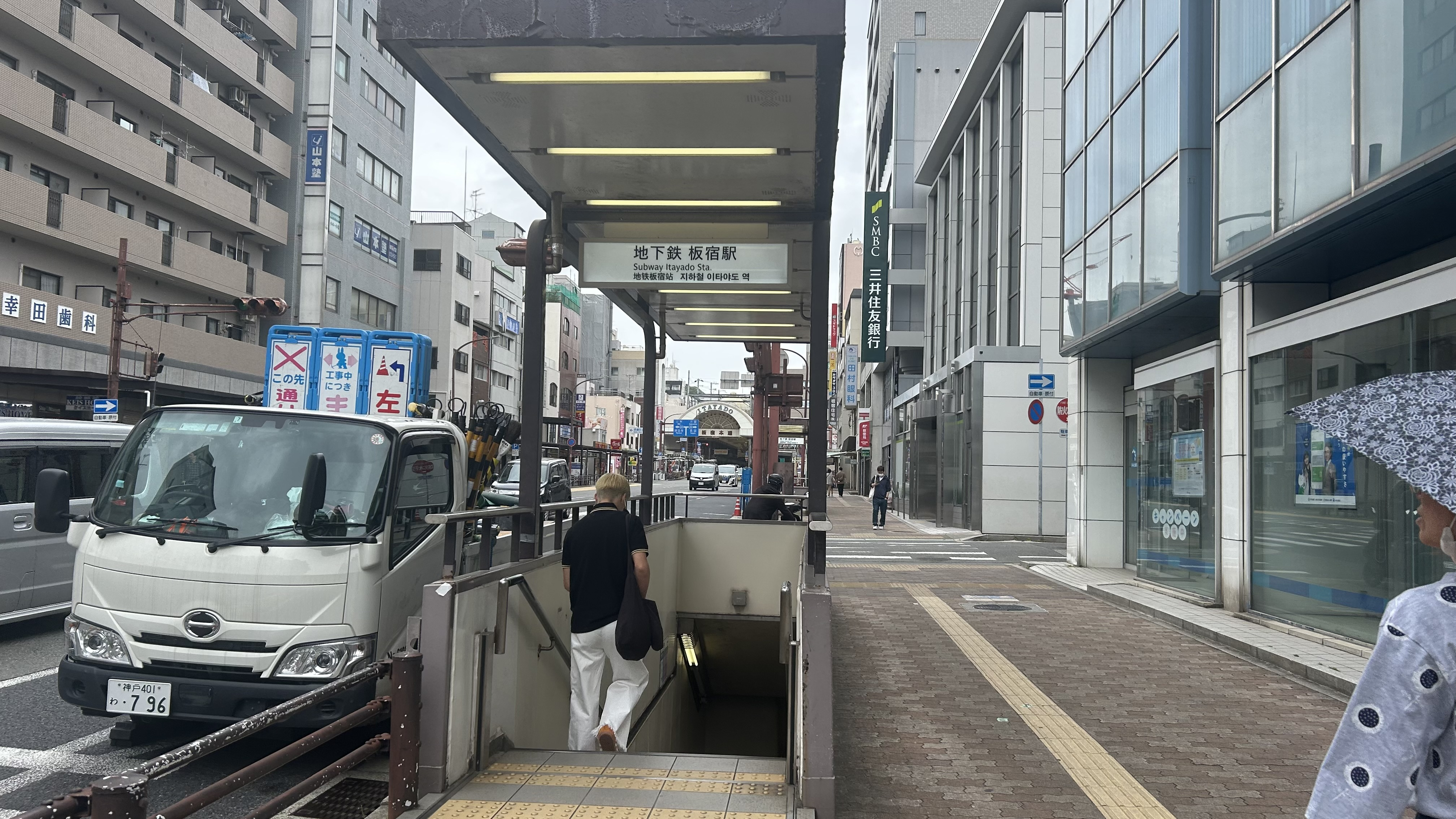
南出口2
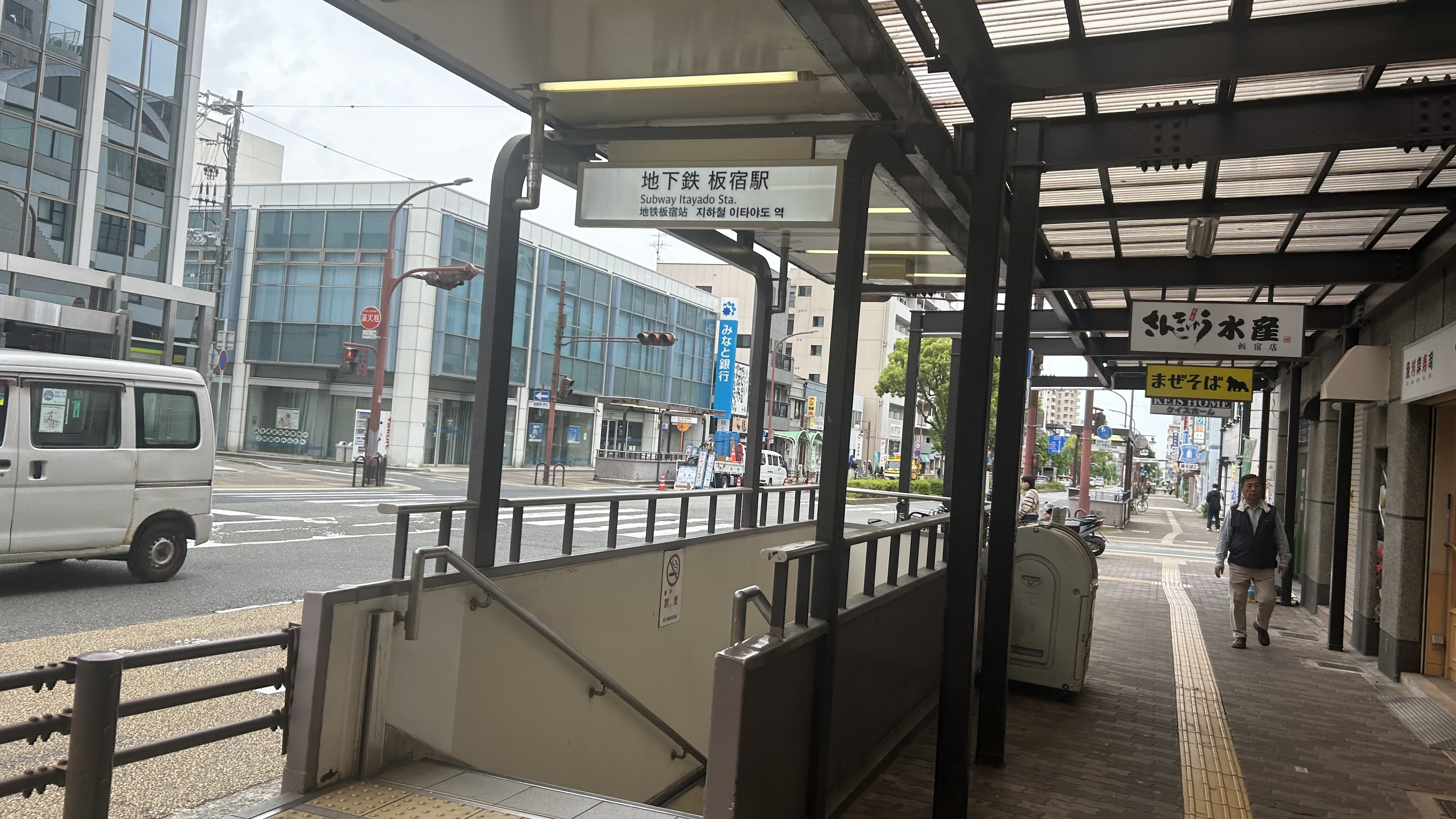
南出口3
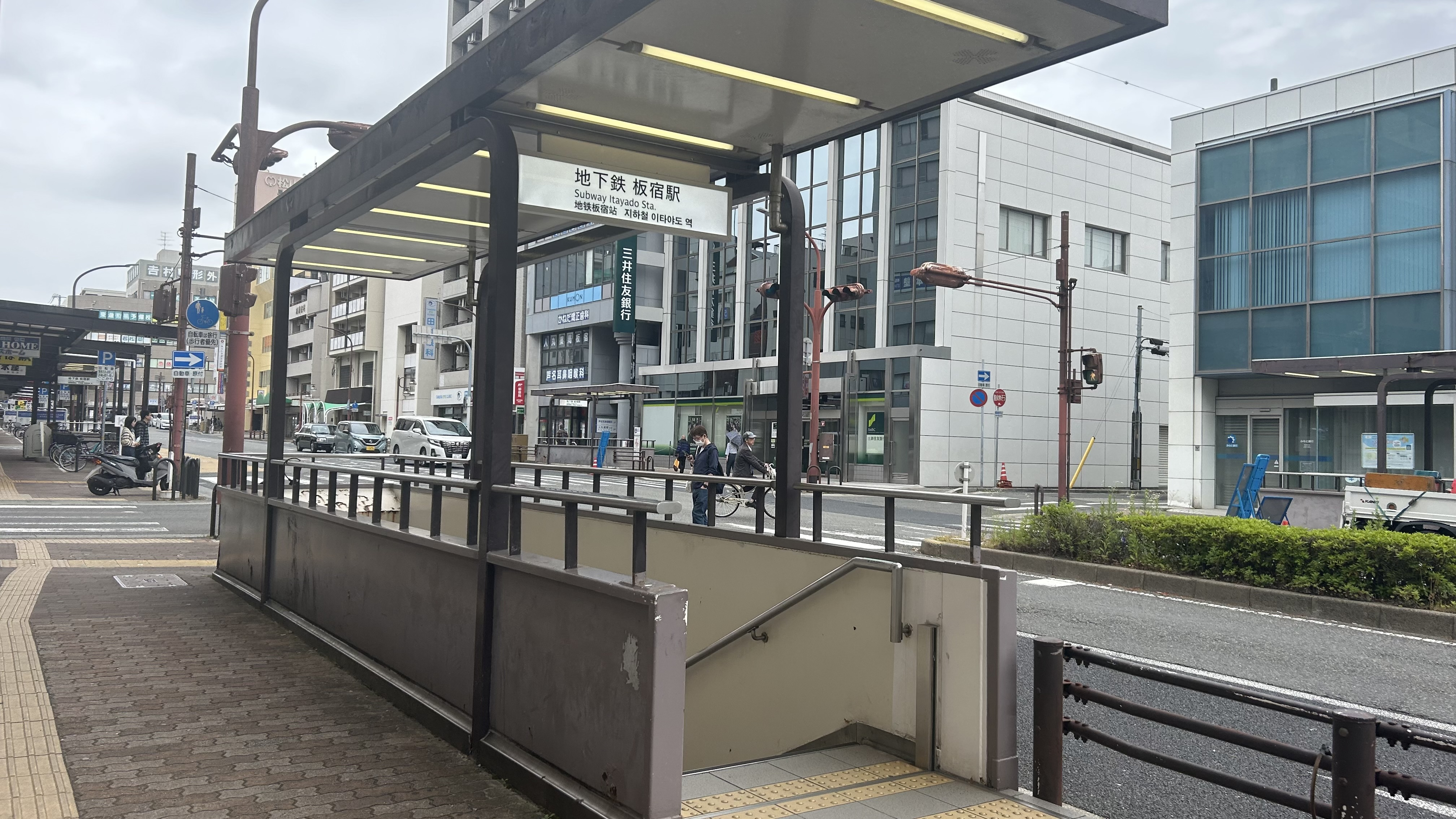
南出口4

## 利用状況
両社局とも神戸市の中心駅である三宮駅へアクセスするため、双方が特別割引切符を発売するなど競合関係にある。

### 山陽電気鉄道
1日あたりの乗車人員 10,899人（2022年度）
以下に各年の利用状況を示す。

#### 昭和・平成
| 昭和・平成 | 昭和・平成   | 昭和・平成   | 昭和・平成   | 昭和・平成      | 昭和・平成      | 昭和・平成      | 昭和・平成      | 昭和・平成 | 昭和・平成 | 昭和・平成 | 昭和・平成 | 昭和・平成 | 昭和・平成 |
| 年度       | 乗車人員総数 | 乗車人員総数 | 乗車人員総数 | 内 定期利用者数 | 内 定期利用者数 | 内 定期利用者数 | 内 定期利用者数 | 出典       | 出典       | 出典       | 出典       | 出典       | 出典       |
| 年度       | 人/日        | 増減         | 順位         | 人/日           | 増減            | 利用率          | 順位            | 神         | 明         | 播         | 加         | 高         | 姫         |
| ---------- | ------------ | ------------ | ------------ | --------------- | --------------- | --------------- | --------------- | ---------- | ---------- | ---------- | ---------- | ---------- | ---------- |
| 1969(S44)  | 18,629       |              |              | 12,530          |                 | 67.26%          |                 | [ 神 2 ]   |            |            |            |            |            |
| 1970(S45)  | 19,194       | 3.03%        |              | 13,082          | 4.40%           | 68.15%          |                 | [ 神 2 ]   |            |            |            |            |            |
| 1971(S46)  | 19,896       | 3.65%        |              | 13,224          | 1.09%           | 66.47%          |                 | [ 神 2 ]   |            |            |            |            |            |
| 1972(S47)  | 20,908       | 5.09%        |              | 14,211          | 7.46%           | 67.97%          |                 | [ 神 2 ]   |            |            |            |            |            |
| 1973(S48)  | 21,596       | 3.29%        |              | 13,672          | -3.79%          | 63.31%          |                 | [ 神 2 ]   |            |            |            |            |            |
| 1974(S49)  | 21,845       | 1.15%        |              | 13,799          | 0.93%           | 63.17%          |                 | [ 神 2 ]   |            |            |            |            |            |
| 1975(S50)  | 21,550       | -1.35%       |              | 13,448          | -2.54%          | 62.40%          |                 | [ 神 2 ]   |            |            |            |            |            |
| 1976(S51)  | 21,255       | -1.37%       |              | 13,761          | 2.32%           | 64.74%          |                 | [ 神 2 ]   |            |            |            |            |            |
| 1977(S52)  | 21,609       | 1.67%        |              | 13,438          | -2.35%          | 62.19%          |                 | [ 神 3 ]   |            |            |            |            |            |
| 1978(S53)  | 21,013       | -2.76%       | 2/48         | 13,255          | -1.36%          | 63.08%          |                 | [ 神 3 ]   | [ 明 1 ]   | [ 播 1 ]   | [ 加 1 ]   | [ 高 1 ]   | [ 姫 1 ]   |
| 1979(S54)  | 21,457       | 2.11%        | 2/48         | 13,287          | 0.24%           | 61.93%          |                 | [ 神 3 ]   | [ 明 2 ]   | [ 播 1 ]   | [ 加 1 ]   | [ 高 1 ]   | [ 姫 2 ]   |
| 1980(S55)  | 21,721       | 1.23%        | 2/48         | 13,796          | 3.83%           | 63.51%          |                 | [ 神 3 ]   | [ 明 3 ]   | [ 播 1 ]   | [ 加 1 ]   | [ 高 1 ]   | [ 姫 2 ]   |
| 1981(S56)  | 22,635       | 4.21%        | 2/48         | 14,546          | 5.44%           | 64.26%          |                 | [ 神 3 ]   | [ 明 4 ]   | [ 播 2 ]   | [ 加 2 ]   | [ 高 1 ]   | [ 姫 2 ]   |
| 1982(S57)  | 22,847       | 0.93%        | 2/48         | 14,507          | -0.27%          | 63.50%          |                 | [ 神 4 ]   | [ 明 5 ]   | [ 播 2 ]   | [ 加 2 ]   | [ 高 2 ]   | [ 姫 2 ]   |
| 1983(S58)  | 21,951       | -3.92%       | 2/48         | 14,405          | -0.70%          | 65.63%          |                 | [ 神 4 ]   | [ 明 5 ]   | [ 播 2 ]   | [ 加 2 ]   | [ 高 3 ]   | [ 姫 2 ]   |
| 1984(S59)  | 20,175       | -8.09%       | 2/48         | 13,307          | -7.63%          | 65.96%          |                 | [ 神 4 ]   | [ 明 5 ]   | [ 播 2 ]   | [ 加 2 ]   | [ 高 3 ]   | [ 姫 3 ]   |
| 1985(S60)  | 18,512       | -8.24%       | 2/48         | 12,408          | -6.75%          | 67.03%          |                 | [ 神 4 ]   | [ 明 5 ]   | [ 播 2 ]   | [ 加 2 ]   | [ 高 3 ]   | [ 姫 3 ]   |
| 1986(S61)  | 15,197       | -17.91%      | 3/48         | 9,540           | -23.12%         | 62.77%          |                 | [ 神 4 ]   | [ 明 5 ]   | [ 播 2 ]   | [ 加 3 ]   | [ 高 3 ]   | [ 姫 3 ]   |
| 1987(S62)  | 14,858       | -2.24%       | 3/48         | 9,238           | -3.16%          | 62.18%          |                 | [ 神 5 ]   | [ 明 6 ]   | [ 播 2 ]   | [ 加 3 ]   | [ 高 3 ]   | [ 姫 3 ]   |
| 1988(S63)  | 16,126       | 8.54%        | 3/48         | 9,926           | 7.44%           | 61.55%          |                 | [ 神 5 ]   | [ 明 6 ]   | [ 播 2 ]   | [ 加 3 ]   | [ 高 3 ]   | [ 姫 4 ]   |
| 1989(H01)  | 16,258       | 0.82%        |              | 10,027          | 1.02%           | 61.68%          |                 | [ 神 5 ]   | [ 明 6 ]   | [ 播 2 ]   | [ 加 3 ]   | [ 高 4 ]   | [ 姫 4 ]   |
| 1990(H02)  | 16,967       | 4.36%        | 3/48         | 10,564          | 5.36%           | 62.26%          |                 | [ 神 5 ]   | [ 明 6 ]   | [ 播 3 ]   | [ 加 3 ]   | [ 高 4 ]   | [ 姫 4 ]   |
| 1991(H03)  | 17,164       | 1.16%        |              | 10,562          | -0.03%          | 61.53%          |                 | [ 神 5 ]   | [ 明 7 ]   | [ 播 3 ]   | [ 加 4 ]   | [ 高 4 ]   | [ 姫 4 ]   |
| 1992(H04)  | 17,129       | -0.21%       | 3/48         | 10,647          | 0.80%           | 62.16%          |                 | [ 神 6 ]   | [ 明 7 ]   | [ 播 4 ]   | [ 加 4 ]   | [ 高 4 ]   | [ 姫 4 ]   |
| 1993(H05)  | 17,052       | -0.45%       | 3/48         | 10,490          | -1.47%          | 61.52%          |                 | [ 神 6 ]   | [ 明 7 ]   | [ 播 4 ]   | [ 加 4 ]   | [ 高 5 ]   | [ 姫 5 ]   |
| 1994(H06)  | 12,890       | -24.41%      | 3/48         |                 |                 |                 |                 | [ 神 6 ]   | [ 明 7 ]   | [ 播 4 ]   | [ 加 4 ]   | [ 高 5 ]   | [ 姫 5 ]   |
| 1995(H07)  | 10,463       | -18.83%      | 3/48         | 5,167           |                 | 49.38%          |                 | [ 神 6 ]   | [ 明 7 ]   | [ 播 4 ]   | [ 加 5 ]   | [ 高 5 ]   | [ 姫 5 ]   |
| 1996(H08)  | 13,521       | 29.22%       | 3/48         | 7,622           | 47.51%          | 56.37%          |                 | [ 神 6 ]   | [ 明 8 ]   | [ 播 4 ]   | [ 加 5 ]   | [ 高 5 ]   | [ 姫 5 ]   |
| 1997(H09)  | 13,342       | -1.32%       | 3/48         | 7,970           | 4.57%           | 59.73%          |                 | [ 神 7 ]   | [ 明 8 ]   | [ 播 4 ]   | [ 加 5 ]   | [ 高 6 ]   | [ 姫 5 ]   |
| 1998(H10)  | 12,885       | -3.43%       | 3/48         | 7,825           | -1.82%          | 60.73%          |                 | [ 神 7 ]   | [ 明 8 ]   | [ 播 4 ]   | [ 加 5 ]   | [ 高 6 ]   | [ 姫 6 ]   |
| 1999(H11)  | 12,362       | -4.06%       | 3/48         | 7,471           | -4.52%          | 60.44%          |                 | [ 神 7 ]   | [ 明 8 ]   | [ 播 4 ]   | [ 加 5 ]   | [ 高 6 ]   | [ 姫 6 ]   |
| 2000(H12)  | 12,005       | -2.88%       | 3/48         | 7,208           | -3.52%          | 60.04%          |                 | [ 神 7 ]   | [ 明 8 ]   | [ 播 4 ]   | [ 加 6 ]   | [ 高 6 ]   | [ 姫 6 ]   |
| 2001(H13)  | 11,789       | -1.80%       | 3/48         | 7,107           | -1.41%          | 60.28%          |                 | [ 神 7 ]   | [ 明 9 ]   | [ 播 5 ]   | [ 加 6 ]   | [ 高 6 ]   | [ 姫 6 ]   |
| 2002(H14)  | 11,559       | -1.95%       | 3/48         | 7,011           | -1.35%          | 60.65%          |                 | [ 神 8 ]   | [ 明 9 ]   | [ 播 5 ]   | [ 加 6 ]   | [ 高 6 ]   | [ 姫 6 ]   |
| 2003(H15)  | 11,647       | 0.76%        | 3/48         | 6,874           | -1.95%          | 59.02%          |                 | [ 神 8 ]   | [ 明 9 ]   | [ 播 5 ]   | [ 加 6 ]   | [ 高 6 ]   | [ 姫 7 ]   |
| 2004(H16)  | 11,586       | -0.52%       | 3/49         | 6,874           | 0.00%           | 59.33%          |                 | [ 神 8 ]   | [ 明 9 ]   | [ 播 5 ]   | [ 加 6 ]   | [ 高 7 ]   | [ 姫 7 ]   |
| 2005(H17)  | 11,540       | -0.40%       | 3/49         | 6,899           | 0.36%           | 59.78%          |                 | [ 神 8 ]   | [ 明 9 ]   | [ 播 5 ]   | [ 加 7 ]   | [ 高 7 ]   | [ 姫 7 ]   |
| 2006(H18)  | 11,748       | 1.80%        | 3/49         | 7,118           | 3.18%           | 60.59%          |                 | [ 神 8 ]   | [ 明 10 ]  | [ 播 5 ]   | [ 加 7 ]   | [ 高 7 ]   | [ 姫 7 ]   |
| 2007(H19)  | 11,677       | -0.61%       | 3/49         | 7,118           | 0.00%           | 60.96%          |                 | [ 神 9 ]   | [ 明 10 ]  | [ 播 6 ]   | [ 加 7 ]   | [ 高 7 ]   | [ 姫 7 ]   |
| 2008(H20)  | 11,647       | -0.26%       | 3/49         | 7,233           | 1.62%           | 62.10%          |                 | [ 神 9 ]   | [ 明 10 ]  | [ 播 6 ]   | [ 加 7 ]   | [ 高 7 ]   | [ 姫 8 ]   |
| 2009(H21)  | 11,225       | -3.62%       | 3/49         | 7,025           | -2.88%          | 62.58%          |                 | [ 神 9 ]   | [ 明 10 ]  | [ 播 6 ]   | [ 加 7 ]   | [ 高 7 ]   | [ 姫 8 ]   |
| 2010(H22)  | 11,167       | -0.51%       | 3/49         | 7,030           | 0.08%           | 62.95%          |                 | [ 神 9 ]   | [ 明 10 ]  | [ 播 6 ]   | [ 加 8 ]   | [ 高 7 ]   | [ 姫 8 ]   |
| 2011(H23)  | 10,932       | -2.11%       | 3/49         | 6,849           | -2.57%          | 62.66%          |                 | [ 神 9 ]   | [ 明 11 ]  | [ 播 6 ]   | [ 加 8 ]   | [ 高 8 ]   | [ 姫 8 ]   |
| 2012(H24)  | 10,992       | 0.55%        | 3/49         | 6,849           | 0.00%           | 62.31%          |                 | [ 神 10 ]  | [ 明 11 ]  | [ 播 6 ]   | [ 加 8 ]   | [ 高 8 ]   | [ 姫 8 ]   |
| 2013(H25)  | 11,121       | 1.17%        | 3/49         | 6,932           | 1.20%           | 62.33%          |                 | [ 神 10 ]  | [ 明 11 ]  | [ 播 7 ]   | [ 加 8 ]   | [ 高 8 ]   | [ 姫 9 ]   |
| 2014(H26)  | 11,052       | -0.62%       | 3/49         | 6,907           | -0.36%          | 62.49%          |                 | [ 神 10 ]  | [ 明 11 ]  | [ 播 7 ]   | [ 加 9 ]   | [ 高 8 ]   | [ 姫 9 ]   |
| 2015(H27)  | 11,348       | 2.68%        | 3/49         | 7,068           | 2.34%           | 62.29%          |                 | [ 神 10 ]  | [ 明 11 ]  | [ 播 7 ]   | [ 加 9 ]   | [ 高 8 ]   | [ 姫 9 ]   |
| 2016(H28)  | 11,471       | 1.09%        | 3/49         | 7,170           | 1.43%           | 62.50%          |                 | [ 神 10 ]  | [ 明 12 ]  | [ 播 7 ]   | [ 加 9 ]   | [ 高 8 ]   | [ 姫 9 ]   |
| 2017(H29)  | 11,614       | 1.24%        | 3/49         | 7,337           | 2.33%           | 63.18%          | 3/49            | [ 神 11 ]  | [ 明 12 ]  | [ 播 7 ]   | [ 加 9 ]   | [ 高 8 ]   | [ 姫 9 ]   |
| 2018(H30)  | 11,638       | 0.21%        | 3/49         | 7,433           | 1.31%           | 63.87%          | 3/49            | [ 神 11 ]  | [ 明 12 ]  | [ 播 8 ]   | [ 加 9 ]   | [ 高 9 ]   | [ 姫 10 ]  |

#### 令和以降
| 令和以降  | 令和以降     | 令和以降     | 令和以降        | 令和以降        | 令和以降        | 令和以降 |
| 年度      | 乗車人員総数 | 乗車人員総数 | 内 定期利用者数 | 内 定期利用者数 | 内 定期利用者数 | 出典     |
| 年度      | 人/日        | 増減         | 人/日           | 増減            | 利用率          | 出典     |
| --------- | ------------ | ------------ | --------------- | --------------- | --------------- | -------- |
| 2019(R01) | 11,508       | -0.85%       | 7,410           | -0.04%          | 64.39%          | [ 神 1 ] |
| 2020(R02) | 9,688        | -16.05%      | 6,619           | -10.91%         | 68.33%          | [ 神 1 ] |
| 2021(R03) | 10,233       | 5.63%        | 6,981           | 5.46%           | 68.22%          | [ 神 1 ] |
| 2022(R04) | 10,899       | 6.51%        | 7,214           | 3.34%           | 66.19%          | [ 神 1 ] |

### 神戸市営地下鉄
1日あたりの乗車人員 12,106人（2022年度）
以下に各年の利用状況を示す。
| 年度      | 乗車人員数/日 | 内 定期利用者数/日 |
| --------- | ------------- | ------------------ |
| 1999(H11) | 12,452        | 6,882              |
| 2000(H12) | 12,035        | 6,701              |
| 2001(H13) | 13,498        | 6,707              |
| 2002(H14) | 15,441        | 7,408              |
| 2003(H15) | 14,926        | 7,195              |
| 2004(H16) | 14,421        | 7,025              |
| 2005(H17) | 14,120        | 6,885              |
| 2006(H18) | 13,975        | 6,723              |
| 2007(H19) | 13,983        | 6,775              |
| 2008(H20) | 13,767        | 6,863              |
| 2009(H21) | 12,767        | 6,740              |
| 2010(H22) | 12,515        | 6,666              |
| 2011(H23) | 12,219        | 6,570              |
| 2012(H24) | 12,197        | 6,529              |
| 2013(H25) | 12,627        | 6,608              |
| 2014(H26) | 12,767        | 6,945              |
| 2015(H27) | 12,931        | 7,000              |
| 2016(H28) | 13,002        | 7,110              |
| 2017(H29) | 13,412        | 7,230              |
| 2018(H30) | 13,068        | 7,192              |
| 2019(R01) | 12,951        | 7,410              |
| 2020(R02) | 10,521        | 6,619              |
| 2021(R03) | 11,375        | 6,981              |
| 2022(R04) | 12,106        |                    |

## 駅周辺
駅周辺は西神戸地域有数の6つの商店街振興団体から成る繁華街で板宿本通商店街を核として大小様々な店舗が集まる。駅から北に商店街が続くほか、イオンフードスタイルを核にした、ビバタウン板宿があるほか、周囲は古くからの住宅地である。南側は、居酒屋をはじめとする歓楽街を成している。
東へ向かって県道22号線に沿って行くと、神戸キリスト栄光教会に至る。
北へ向かって妙法寺川を上ると、板宿八幡神社、禅昌寺、萩の寺（明光寺）、那須神社などに至る。
『板宿』と言う地名はその昔、都（京都）を追われた菅原道真公が太宰府へ向かう途中、この地で仮の板屋を建てて一夜を過ごした事に由来する。
- 滝川中学校・高等学校[2]
- 育英高等学校[2]
- 須磨学園中学校・高等学校[2]
- 神戸市須磨区役所[2]
- 神戸板宿郵便局
- ビバタウン板宿
  - イオンフードスタイル
- 三井住友銀行板宿支店
- みなと銀行板宿支店

## バス路線
駅前広場やバスターミナルが整備されておらず、各方面へのバス停が点在している。
| 運行事業者                                     | バス停 | 系統・行先 | 備考 |
| ---------------------------------------------- | --- | ---------- | ---- |
| 神戸市バス                                     | |            |      |
| 板宿駅周辺                                     | |            |      |
| 板宿                                           | - 05系統：若草町・妙法寺駅前 / 新長田駅前 - 011系統：神戸駅前 - 013系統：兵庫駅前 / 新長田駅前 - 110系統：JR鷹取駅 / 神戸駅前 |            |      |
| 板宿・商店街                                   | - 010系統：（新長田駅前経由）須磨水族園 / （JR鷹取駅経由）須磨水族園 |            |      |
| イオンフードスタイル板宿店・ビバタウン板宿周辺 | |            |      |
| 前池町                                         | - 05系統：若草町・妙法寺駅前 / 新長田駅前 - 011系統：神戸駅前 / 板宿 - 013系統：兵庫駅前 / 新長田駅前 - 075系統：JR鷹取駅 / 妙法寺駅前 - 110系統・112系統：JR鷹取駅 / 神戸駅前                                                                               |            |      |
| 前池橋                                         | - 075系統：JR鷹取駅 / 妙法寺駅前 - 112系統：JR鷹取駅 / 神戸駅前 |            |      |
| 須磨区役所周辺                                 | |            |      |
| 須磨区役所前                                   | - 010系統：（新長田駅前経由）須磨水族園 / （JR鷹取駅経由）須磨水族園 - 075系統：JR鷹取駅 / 妙法寺駅前 |            |      |
| 大田町二丁目                                   | - 05系統：若草町・妙法寺駅前 / 新長田駅前 - 010系統：（新長田駅前経由）須磨水族園 / （JR鷹取駅経由）須磨水族園 - 013系統：兵庫駅前 / 新長田駅前 - 075系統：JR鷹取駅 / 妙法寺駅前 - 080系統：高尾台 / （新長田駅前経由）高尾台 - 110系統：JR鷹取駅 / 神戸駅前 |            |      |

## 特別割引乗車券
山陽電鉄
地下鉄に対抗し、「三宮とくやん2枚きっぷ」という企画乗車券を460円（片道あたり230円）で発売している。この切符は従来、板宿駅でのみの発売だったが、2008年3月より、JR神戸線の須磨海浜公園駅開業を控え、値段がそのままで山陽須磨駅まで利用できるようになった。阪急神戸三宮駅および阪神神戸三宮駅での購入は出来ない。利用時間の制限はないが、購入月のみ有効となっている。
神戸市営地下鉄
三宮駅（260円区間）までの昼得切符が通常は6枚購入が原則だが、当駅構内の売店では1枚220円より購入できる。昼得切符なので、10時から16時までに改札を通過しなければならない条件がある。
地下鉄のみ2010年に廃止された。

## 隣の駅
山陽電気鉄道
本線
■直通特急（種別幕が赤）
高速長田駅 (HS 38) - 板宿駅 (SY 02) - 月見山駅 (SY 04)
■直通特急（種別幕が黄■（神戸三宮駅 - 当駅間の各駅に停車））・■特急（平日朝の下り1本）・■S特急（上り）
西代駅 (SY 01) - 板宿駅 (SY 02) - 月見山駅 (SY 04)
■特急（上記以外）・■S特急（下り）・■普通
西代駅 (SY 01) - 板宿駅 (SY 02) - 東須磨駅 (SY 03)
神戸市営地下鉄
西神・山手線
新長田駅 (S09) - 板宿駅 (S10) - 妙法寺駅 (S11)
- 括弧内は駅番号を示す。

#### 本文中の出典
1. 1 2 3 4 5 6 7 8 9 10  『兵庫の鉄道全駅 私鉄・公営鉄道』 93頁
2. 1 2 3 4 5 6 7 8 9 10 11 12  『兵庫の鉄道全駅 私鉄・公営鉄道』 219頁
3. 1 2 3 4 5 6  「駅の変遷」『山陽電気鉄道百年史』山陽電気鉄道株式会社、2007年11月、388-391頁。全国書誌番号:21353289。
4. ↑  「私鉄年表」『私鉄車両編成表 '88年版』ジェー・アール・アール、1988年9月10日、158頁。
5. 1 2  「特集 神戸市営地下鉄開業」『市民のグラフこうべ』No.56、昭和52年3月号、神戸市広報課、1977年3月。
6. ↑  『平成23・24年度　市営地下鉄「駅名板下広告」の広告主の決定』（プレスリリース）神戸市、2011年3月25日。オリジナルの2011年5月17日時点におけるアーカイブ。2013年6月23日閲覧。
7. ↑  『平成29・30年度　市営地下鉄「駅名板下広告」の広告主の決定』（プレスリリース）神戸市、2017年3月27日。オリジナルの2017年5月7日時点におけるアーカイブ。2019年5月20日閲覧。
8. ↑  渡部史絵 (2023年10月17日). “本物らしさ追求､駅構内｢電車型売店｣の最新事情”. 東洋経済オンライン.   東洋経済新報社. 2023年10月19日閲覧。
9. 1 2  鉄道情報／路線図・駅情報／板宿駅／山陽電車
10. ↑  “神戸市：【結果掲載】地下鉄西神・山手線板宿駅大規模改修工事設計業務”.   神戸市. 2022年10月7日時点のオリジナルよりアーカイブ。2022年10月7日閲覧。
11. 1 2  “神戸市営地下鉄｜板宿”.   神戸市交通局. 2022年10月9日閲覧。
12. ↑  “1dayチケットのご案内／三宮とくやん 2枚きっぷ”. 鉄道情報／運賃・乗車券のご案内.   山陽電気鉄道株式会社. 2013年4月1日閲覧。

#### 利用状況の出典
統計データ
1. 1 2 3  “神戸市統計書”.   神戸市. 2023年9月5日閲覧。
2. ↑  “明石市統計書”.   明石市. 2023年9月5日閲覧。
3. ↑  “播磨町統計書”.   播磨町. 2023年9月5日閲覧。
4. ↑  “加古川市統計書”.   加古川市. 2023年9月5日閲覧。
5. ↑  “高砂市統計書”.   高砂市. 2023年9月5日閲覧。
6. ↑  “姫路市統計要覧”.   姫路市. 2023年9月5日閲覧。
7. ↑  “財務情報”. 神戸市交通局.   神戸市. 2023年10月17日閲覧。

神戸市統計書
1. 1 2 3 4 5 6  最新の統計書を見る（最終更新日：2023年10月6日）　(9 陸上運輸・空港) 9-3.鉄道市内各駅の乗車人員（山陽電気鉄道）
2. 1 2 3 4 5 6 7 8  『第54回　神戸市統計書（昭和52年度版）』 神戸市企画局統計課、昭和53年3月印刷発行(太陽印刷工業株式会社)、pp.172-175
3. 1 2 3 4 5  『第59回 神戸市統計書(昭和57年度版)』 神戸市市長室企画調整部調査統計課、昭和58年3月印刷発行(菱三印刷株式会社)、pp.163-165
4. 1 2 3 4 5  『第64回 神戸市統計書(昭和62年度版)』 神戸市市長総局企画調整部調査統計課、昭和63年3月印刷発行(菱三印刷株式会社)、pp.136-137
5. 1 2 3 4 5  『第69回 神戸市統計書(平成4年度版)』 神戸市企画調整局企画部総合計画課、平成5年3月印刷発行(菱三印刷株式会社)、pp.149-150
6. 1 2 3 4 5  『第74回 神戸市統計書(平成9年度版)』 神戸市震災復興本部総括局復興推進部企画課、平成10年3月印刷発行(交友印刷株式会社)、pp.143-144
7. 1 2 3 4 5  『第79回 神戸市統計書(平成14年度版)』 神戸市企画調整局企画調整部総合計画課、平成15年3月印刷発行(有限会社 わかばやし印刷)、pp.151-152
8. 1 2 3 4 5  『第84回 神戸市統計書(平成19年度版)』 神戸市企画調整局企画調整部総合計画課、平成20年3月印刷発行(有限会社 わかばやし印刷)、pp.127-128
9. 1 2 3 4 5  第89回神戸市統計書 平成24年度版　(9 陸上運輸・空港) 9-3.鉄道市内各駅の乗車人員（山陽電気鉄道）
10. 1 2 3 4 5  第94回神戸市統計書 平成29年度版　(9 陸上運輸・空港) 9-3.鉄道市内各駅の乗車人員（山陽電気鉄道）
11. 1 2  第96回神戸市統計書 令和元年度版　(9 陸上運輸・空港) 9-3.鉄道市内各駅の乗車人員（山陽電気鉄道）

明石市統計書
1. ↑  『昭和54年版 明石市統計書』 明石市市役所総務部企画課統計係、昭和54年12月印刷発行(明光印刷有限会社)、pp.235-236
2. ↑  『昭和55年版 明石市統計書』 明石市役所総務部企画課統計係、昭和56年3月印刷発行(明光印刷有限会社)、pp.261-262
3. ↑  『昭和56年版 明石市統計書』 明石市総務部企画課統計係、昭和57年1月印刷発行(明光印刷有限会社)、pp.261-262
4. ↑  『昭和57年版 明石市統計書』 明石市総務部企画課統計係、昭和58年3月印刷発行(明光印刷有限会社)、pp.265-266
5. 1 2 3 4 5  『明石市統計書(昭和62年版)』 明石市企画部企画課統計係、昭和63年3月印刷発行(明光印刷有限会社)、p.212
6. 1 2 3 4  『明石市統計書(平成4年版)』 兵庫県明石市企画財政部企画課統計係、平成5年3月印刷発行(株式会社 ソーエイ)、p.212
7. 1 2 3 4 5  『明石市統計書(平成8年版)』 兵庫県明石市企画財政部企画課統計係、平成9年3月印刷発行(株式会社 ソーエイ)、p.216
8. 1 2 3 4 5  『明石市統計書(平成13年版)』 兵庫県明石市総務部情報管理課統計係、平成14年3月発行、p.218　(運輸及び通信) 199. 山陽電鉄 市内各駅年度別，月別乗車人員
9. 1 2 3 4 5  『明石市統計書 平成18年版（2006年）』 兵庫県明石市総務部情報管理課統計係、平成19年3月発行、p.220　(運輸及び通信) 193. 山陽電鉄 市内各駅年度別，月別乗車人員
10. 1 2 3 4 5  『明石市統計書 平成23年版（2011年）』 兵庫県明石市総務部情報管理課統計係、平成24年3月発行、p.218　(8. 運輸及び通信) 8-2. 山陽電鉄 市内各駅月別乗車人員
11. 1 2 3 4 5  明石市統計書 平成28年版（2016年）　(8. 運輸及び通信) 8-2. 山陽電鉄 市内各駅月別乗車人員
12. 1 2 3  明石市統計書 令和元年版（2019年）　(8. 運輸及び通信) 8-2. 山陽電鉄 市内各駅月別乗車人員

播磨町統計書
1. 1 2 3  はりま　統計資料編 1985(昭和60年) p.22 －4. 国鉄土山駅年間乗車人員・山陽電鉄本荘駅1日の乗降人員
2. 1 2 3 4 5 6 7 8 9  播磨町統計書 1990年(平成2年) p.26 －4. JR土山駅年間乗車人員・山陽電鉄本荘駅1日の乗降人員
3. 1 2  播磨町統計書 1999年(平成11年) p.27 －4. JR土山駅乗車人員・山陽電鉄播磨町駅1日の乗降人員
4. 1 2 3 4 5 6 7 8 9  『播磨町統計書（平成13年度版）』 兵庫県播磨町企画調整課、平成13年7月発行、p.27
5. 1 2 3 4 5 6  播磨町統計書 2007年(平成19年) p.28 －(9.公園・交通・通信) 3.JR土山駅・山陽電鉄播磨町駅の乗車人数
6. 1 2 3 4 5 6  播磨町統計書 2013年(平成25年) p.25 －(7.公園・交通・通信) 3.JR土山駅・山陽電鉄播磨町駅の乗車人数
7. 1 2 3 4 5  播磨町統計書 2018年(平成30年) p.25 －(7.公園・交通・通信) 3.JR土山駅・山陽電鉄播磨町駅の乗車人数
8. ↑  播磨町統計書 2020年(令和2年) p.25 －(7.公園・交通・通信) 3.JR土山駅・山陽電鉄播磨町駅の乗車人数

加古川市統計書
1. 1 2 3  『加古川市統計書(昭和56年版)』 編集：加古川市総務部総務課(昭和56年10月)、発行：兵庫県加古川市役所(昭和56年12月)、p.96(「資料　山陽電気鉄道株式会社明石管理駅(1日の乗車人員を1年に換算)」と記載あり
2. 1 2 3 4 5  『加古川市統計書(昭和61年版)』 編集：加古川市総務部総務課(昭和61年12月)、発行：兵庫県加古川市役所(昭和62年1月)、p.104(「資料　山陽電気鉄道株式会社明石管理駅　注）1日の乗車人員を1年に換算」と記載あり
3. 1 2 3 4 5  『加古川市統計書(平成3年度版)』 編集：加古川市総務部総務課(平成4年2月)、発行：兵庫県加古川市役所(平成4年3月)、p.106(「資料　山陽電気鉄道株式会社　注）1日の乗車人員を1年に換算」と記載あり
4. 1 2 3 4  『加古川市統計書(平成7年度版)』 編集：加古川市総務部総務課(平成8年2月)、発行：兵庫県加古川市役所(平成8年3月)、p.105
5. 1 2 3 4 5  『加古川市統計書(平成12年度版)』 兵庫県加古川市総務部総務課、平成13年3月発行、p.107
6. 1 2 3 4 5  加古川市統計書 平成17年度版(2005年度)　(10章 運輸及び通信) 10-2. 山陽電鉄駅別乗車人員
7. 1 2 3 4 5  加古川市統計書 平成22年度版(2010年度)　(10章 運輸及び通信) 10-2. 山陽電鉄駅別乗車人員
8. 1 2 3 4  加古川市統計書 平成26年度版(2014年度)　(10章 運輸及び通信) 10-2. 山陽電鉄駅別乗車人員
9. 1 2 3 4 5  加古川市統計書 令和元年度版(2019年度)　(10章 運輸及び通信) 10-2. 山陽電鉄駅別乗車人員

高砂市統計書
1. 1 2 3 4  『高砂市統計書 昭和57年版』 編集：市長公室企画課、発行：高砂市役所(昭和57年7月)、p.56
2. ↑  『高砂市統計書 昭和59年版』 編集：企画部企画課、発行：高砂市役所(昭和59年7月)、p.49
3. 1 2 3 4 5 6  『高砂市統計書 平成元年版』 編集：企画部企画課、発行：高砂市役所(平成元年8月)、p.51
4. 1 2 3 4  『高砂市統計書 平成8年版』 編集：総務部総務課、発行：高砂市役所(平成8年11月)、p.49
5. 1 2 3 4  『高砂市統計書 平成12年版』 高砂市総務部文書課、平成13年2月発行、p.49
6. 1 2 3 4 5 6 7  『高砂市統計書 平成16年版』 高砂市総務部文書課、平成17年2月発行、p.49
7. 1 2 3 4 5 6 7  『高砂市統計書 平成23年版』 高砂市企画総務部総務課、平成24年2月発行、p.47
8. 1 2 3 4 5 6 7  『高砂市統計書 平成30年版』 高砂市企画総務部総務室総務課、平成30年2月発行、p.47
9. ↑  『高砂市統計書 令和元年版』９　運輸・通信

姫路市統計要覧
1. ↑  『姫路市統計要覧 昭和54年版』 姫路市理財局企画財政部企画課、昭和54年12月1日発行（印刷所　高橋総合印刷株式会社）、p.80
2. 1 2 3 4 5  『姫路市統計要覧 昭和59年版』 姫路市企画局調整課、昭和60年3月発行、p.148, p.150
3. 1 2 3 4  『姫路市統計要覧 昭和63年版』 姫路市企画局総合企画室、平成元年3月発行、p.106(「注）定期乗車人員算定方法について、59年度までは交通量調査の資料を基礎としていたが、60年度からは、実績を採用している。」との記載あり）
4. 1 2 3 4 5  『姫路市統計要覧 平成5年版』 姫路市総務局総務部情報管理課、平成6年3月発行、pp.102-103
5. 1 2 3 4 5  姫路市統計要覧 - 平成10年（1998年）版 10.運輸・通信
6. 1 2 3 4 5  姫路市統計要覧 - 平成15年（2003年）版 10.運輸・通信
7. 1 2 3 4 5  姫路市統計要覧 - 平成20年（2008年）版 10.運輸・通信
8. 1 2 3 4 5  姫路市統計要覧 - 平成25年（2013年）版 10.運輸・通信
9. 1 2 3 4 5  姫路市統計要覧 - 平成30年（2018年）版 10.運輸・通信
10. ↑  姫路市統計要覧 - 令和元年（2019年）版 10.運輸・通信